# Lac Beaudry
Lac Beaudry är en sjö i Kanada.   Den ligger i kommunen Rémigny i regionen Abitibi-Témiscamingue och provinsen Québec, i den sydöstra delen av landet, 400 km nordväst om huvudstaden Ottawa. Lac Beaudry ligger 274 meter över havet. Arean är 8,5 kvadratkilometer. Den ligger vid sjön Lac Roger. Den sträcker sig 7,6 kilometer i nord-sydlig riktning, och 3,5 kilometer i öst-västlig riktning.
I omgivningarna runt Lac Beaudry växer i huvudsak blandskog. Trakten runt Lac Beaudry är nära nog obefolkad, med mindre än två invånare per kvadratkilometer.